# Tricentra occipitaria
Tricentra occipitaria är en fjärilsart som beskrevs av Herrich-Schäffer 1870. Tricentra occipitaria ingår i släktet Tricentra och familjen mätare. Inga underarter finns listade i Catalogue of Life.